# Institut Municipal d'Esports (Cornellà de Llobregat)
L'Institut Municipal d'Esports és una obra del municipi de Cornellà de Llobregat (Baix Llobregat) inclosa en l'Inventari del Patrimoni Arquitectònic de Catalunya.

## Descripció
Es tracta d'una casa senyorial, construïda en desnivell. La façana deixa veure una restauració global dels esgrafiats amb motius florals en blau marí i blanc. La casa té planta baixa, un pis i el sostre a quatre vessants. Per tres costat rodejada de pati. L'entrada es realitza a través d'un pòrtic amb forma de glorieta i sostingut per columnes, adossat a la casa. Hi ha presenta barbacana.

## Història
Hi ha algun element neoclàssic del segle xix.